# Telchinia serena
Telchinia serena is een vlinder uit de familie van de Nymphalidae. De wetenschappelijke naam van de soort is voor het eerst gepubliceerd in 1775 door Johann Christian Fabricius. Deze soort is ook enige tijd bekend geweest onder de naam Acraea terpsicore Linnaeus, 1758, maar die naam wordt beschouwd als een nomen dubium, waarna de eerstvolgende geldige naam moest worden gebruikt.

## Verspreiding
Deze soort komt algemeen voor in het Afrotropisch gebied waaronder Senegal, Gambia, Mali, Burkina Faso, Guinee-Bissau, Guinee, Sierra Leone, Liberia, Ivoorkust, Ghana, Togo, Benin, Nigeria, Kameroen, Equatoriaal Guinee (Bioko), Sao Tomé en Principe, Gabon, Centraal-Afrikaanse Republiek, Congo-Brazzaville, Congo-Kinshasa, Soedan, Ethiopië, Somalië, Oeganda, Kenia, Rwanda, Burundi, Tanzania, Angola, Zambia, Malawi, Mozambique, Noord-Namibië, Zimbabwe, Botswana, Zuid-Afrika, Eswatini, Madagaskar, Zuidwest-Saoedi-Arabië en Jemen.

## Waardplanten
De rups leeft op de volgende planten:
- Boraginaceae
  - Cordia millenii
- Lamiaceae
  - Dracocephalum
  - Gmelina arborea
  - Tectona grandis
- Malvaceae
  - Clappertonia
  - Corchorus
  - Dombeya
  - Hermannia
  - Hibiscus
  - Melochia melissifolia
  - Sida
  - Tilia cordata
  - Triumfetta annua
  - Triumfetta glechomoides
  - Triumfetta brachyceras
  - Triumfetta pilosa
  - Triumfetta rhomboidea
  - Waltheria indica
- Solanaceae
  - Nicotiana tabacum